# Football Club Lugano 2021-2022
Questa voce raccoglie le informazioni riguardanti il Football Club Lugano nelle competizioni ufficiali della stagione 2021-2022.

## Stagione
Nella stagione 2021-2022 il Lugano, allenato da Abel Braga e Mattia Croci-Torti, concluse il campionato di Super League al 4º posto. In Coppa Svizzera il Lugano vinse la finale contro il San Gallo.

## Rosa
| N. |                     | Ruolo | Calciatore                  |
| -- | ------------------- | ----- | --------------------------- |
| 1  | Italia (bandiera)   | P     | Alexander Muci              |
| 3  | Svizzera (bandiera) | D     | Reto Ziegler                |
| 4  | Kosovo (bandiera)   | D     | Kreshnik Hajrizi            |
| 5  | Svizzera (bandiera) | D     | Mijat Marić                 |
| 6  | Algeria (bandiera)  | A     | Mohamed El Amine Amoura     |
| 7  | Svizzera (bandiera) | D     | Mickaël Facchinetti         |
| 8  | Svizzera (bandiera) | C     | Adrian Durrer               |
| 10 | Svizzera (bandiera) | C     | Mattia Bottani              |
| 12 | Svizzera (bandiera) | P     | Attilio Morosoli            |
| 14 | Uruguay (bandiera)  | C     | Jonathan Sabbatini          |
| 15 | Italia (bandiera)   | D     | Matteo Lape                 |
| 16 | Svizzera (bandiera) | D     | Numa Lavanchy               |
| 18 | Svizzera (bandiera) | C     | Maren Haile-Selassie        |
| 19 | Slovenia (bandiera) | A     | Žan Celar                   |
| 20 | Svizzera (bandiera) | C     | Olivier Custodio            |
| 21 | Brasile (bandiera)  | D     | Yuri Antônio Costa da Silva |
| 22 | Italia (bandiera)   | C     | Stefano Guidotti            |

| N. |                                 | Ruolo | Calciatore          |
| -- | ------------------------------- | ----- | ------------------- |
| 23 | Bosnia ed Erzegovina (bandiera) | D     | Leonid Srdić        |
| 23 | Argentina (bandiera)            | D     | Milton Valenzuela   |
| 24 | Slovenia (bandiera)             | C     | Sandi Lovrić        |
| 26 | Svizzera (bandiera)             | P     | Amir Saipi          |
| 27 | Svizzera (bandiera)             | C     | Kevin Rüegg         |
| 28 | Italia (bandiera)               | D     | Mattia Cinquini     |
| 29 | Tunisia (bandiera)              | C     | Hadj Mahmoud        |
| 29 | Argentina (bandiera)            | A     | Ignacio Aliseda     |
| 30 | Svizzera (bandiera)             | D     | Fabio Daprelà       |
| 32 | Svizzera (bandiera)             | D     | Luca Molino         |
| 33 | Svizzera (bandiera)             | D     | Reto Ziegler        |
| 33 | Italia (bandiera)               | A     | Alessandro Casciato |
| 38 | Svizzera (bandiera)             | A     | Zoran Josipovic     |
| 46 | Svizzera (bandiera)             | P     | Noam Baumann        |
| 58 | Nigeria (bandiera)              | P     | Sebastian Osigwe    |
| 99 | Svizzera (bandiera)             | A     | Nikolas Muci        |

## Organigramma societario
Area tecnica
- Allenatore: Abel Braga, Mattia Croci-Torti
- Allenatore in seconda: Carlo Ortelli
- Preparatore dei portieri: Luca Redaelli
- Preparatori atletici: Luis Suárez Arrones

## Calciomercato

### Sessione estiva
| Acquisti | Acquisti                | Acquisti            | Acquisti   |
| R.       | Nome                    | da                  | Modalità   |
| -------- | ----------------------- | ------------------- | ---------- |
| P        | Amir Saipi              | Sciaffusa           | definitivo |
| P        | Attilio Morosoli        | Team Ticino U18     | definitivo |
| P        | Alexander Muci          | Winterthur          | definitivo |
| D        | Yuri                    | Ponte Preta         | definitivo |
| D        | Hélder Baldé            | Desp. Aves          |            |
| D        | Kreshnik Hajrizi        | Chiasso             | definitivo |
| C        | Abel Marc               | Bilje               |            |
| C        | Hadj Mahmoud            | Étoile du Sahel     | definitivo |
| C        | Luis Phelipe            | RB Bragantino       | prestito   |
| A        | Mohamed El Amine Amoura | ES Sétif            | definitivo |
| A        | Žan Celar               | Roma                | definitivo |
| D        | Matteo Lape             | Team Ticino         | definitivo |
| D        | Leonid Srdic            | Union Berlino U19   | definitivo |
| A        | Demba Ba                | İstanbul Başakşehir | definitivo |

| Cessioni | Cessioni                  | Cessioni             | Cessioni   |
| R.       | Nome                      | a                    | Modalità   |
| -------- | ------------------------- | -------------------- | ---------- |
| P        | Alessandro Pietrogiovanna | Lugano II            |            |
| P        | Lucio Soldini             | Chiasso              |            |
| D        | Ákos Kecskés              | Nižnij Novgorod      |            |
| D        | Noah De Queiroz           | Chiasso              | definitivo |
| D        | Simone Mazzoletti         | Chiasso              |            |
| D        | Adrià Guerrero            | Zurigo               |            |
| C        | Tommaso Centinaro         | Bellinzona           |            |
| C        | Abel Marc                 | Gorica               |            |
| C        | David Stefanovic          | Chiasso              |            |
| C        | Roman Macek               | Lugano II            |            |
| C        | Lucky Opara               | AC Oulu              |            |
| A        | Joaquín Ardaiz            | Sciaffusa            | definitivo |
| A        | Alexander Gerndt          | Thun Berner Oberland | definitivo |
| A        | Nikolas Muci              | Lugano II            |            |

### Sessione invernale
| Acquisti | Acquisti             | Acquisti        | Acquisti                         |
| R.       | Nome                 | da              | Modalità                         |
| -------- | -------------------- | --------------- | -------------------------------- |
| D        | Milton Valenzuela    | Columbus Crew   | definitivo                       |
| C        | Kevin Rüegg          | Verona          | prestito con diritto di riscatto |
| C        | Adrian Durrer        | Basilea         | definitivo                       |
| C        | Maren Haile-Selassie | Xamax Neuchâtel | definitivo                       |
| A        | Alessandro Casciato  | Rapperswil-Jona |                                  |
| A        | Ignacio Aliseda      | Chicago Fire    | definitivo                       |

| Cessioni | Cessioni            | Cessioni        | Cessioni      |
| R.       | Nome                | a               | Modalità      |
| -------- | ------------------- | --------------- | ------------- |
| C        | Luis Phelipe        | Atl. Goianiense | fine prestito |
| C        | Christopher Lungoyi | San Gallo       | definitivo    |
| A        | Kévin Monzialo      | St. Pölten      | prestito      |
| A        | Asumah Abubakar     | Lucerna         | definitivo    |

## Risultati

### Super League

#### Prima fase, girone di andata
| Arbitro: | Horisberger |

|  |           |                                    |
|  | Marcatori | 20’ Guerrero 45’ (rig.) Marchesano |

| Arbitro: | Bieri |

|  |           |                          |
|  | Marcatori | 47’ Bottani 49’ Abubakar |

| Arbitro: | Schnyder |

|                          |           |                 |
| Lavanchy 16’ Ziegler 32’ | Marcatori | 53’ (rig.) Ruiz |

| Arbitro: | Fähndrich |

|                                      |           |            |
| Siebatcheu 63’ (rig.) Kanga 81’, 87’ | Marcatori | 27’ Lovrić |

| Arbitro: | Schnyder |

|                                 |           |                         |
| Bua 33’ Cavaré 66’ Berdayes 90’ | Marcatori | 36’ Bottani 90’ Hajrizi |

| Arbitro: | Fähndrich |

|              |           |            |
| Abubakar 59’ | Marcatori | 28’ Cabral |

| Arbitro: | Dudic |

|                        |           |                 |
| Margreitter 50’ (aut.) | Marcatori | 90’ Margreitter |

| Arbitro: | Bieri |

|                               |           |                                   |
| Ugrinić 21’ Sorgić 72’ (rig.) | Marcatori | 3’ Abubakar 35’ Celar 45’ Bottani |

| Arbitro: | Schärer |

|                               |           |  |
| Ziegler 78’ (rig.) Amoura 90’ | Marcatori |  |

#### Prima fase, girone di ritorno
| Arbitro: | San |

|            |           |  |
| Ceesay 77’ | Marcatori |  |

| Arbitro: | Dudic |

|                     |           |  |
| Frei 10’ Cabral 32’ | Marcatori |  |

| Arbitro: | Jaccottet |

|                                |           |           |
| Celar 30’ (rig.) Sabbatini 78’ | Marcatori | 16’ Imeri |

| Arbitro: | Wolfensberger |

|  |           |                                |
|  | Marcatori | 81’ (rig.) Ziegler 90’ Mahmoud |

| Arbitro: | Schnyder |

|                                        |           |            |
| Ziegler 4’ Amoura 35’ Marić 45’ (rig.) | Marcatori | 10’ Sorgić |

| Arbitro: | Fähndrich |

|  |           |              |
|  | Marcatori | 79’ Custodio |

| Arbitro: | Staubli |

|                             |           |  |
| Bottani 40’ Facchinetti 44’ | Marcatori |  |

| Arbitro: | Horisberger |

|            |           |            |
| Sutter 69’ | Marcatori | 45’ Lovrić |

| Arbitro: | Cibelli |

|  |           |                                                |
|  | Marcatori | 6’, 21’, 49’ (rig.), 62’ Siebatcheu 35’ Camara |

#### Seconda fase, girone di andata
| Arbitro: | Schärer |

|               |           |  |
| Fassnacht 72’ | Marcatori |  |

| Arbitro: | Dudic |

|                                 |           |            |
| Lavanchy 20’ Haile-Selassie 83’ | Marcatori | 45’ Dräger |

| Arbitro: | Cibelli |

|                                      |           |  |
| Marchesano 12’ Gnonto 64’ Ceesay 67’ | Marcatori |  |

| Arbitro: | Fähndrich |

|  |           |                            |
|  | Marcatori | 5’ Duah 90’ (rig.) Görtler |

| Arbitro: | Staubli |

|                              |           |  |
| Celar 44’ (rig.) Aliseda 90’ | Marcatori |  |

| Arbitro: | Wolfensberger |

|          |           |                |
| Sène 78’ | Marcatori | 17’, 71’ Celar |

| Arbitro: | Horisberger |

|  |           |                    |
|  | Marcatori | 9’ Čalov 90’ Males |

| Arbitro: | Wolfensberger |

|  |           |                                       |
|  | Marcatori | 42’ Facchinetti 46’ Bottani 60’ Celar |

| Arbitro: | Schärer |

|                                      |           |             |
| Bottani 23’ Lavanchy 45’ Aliseda 75’ | Marcatori | 71’ Amdouni |

#### Seconda fase, girone di ritorno
| Arbitro: | Horisberger |

|                         |           |                |
| Ugrinić 59’ Kvasina 86’ | Marcatori | 38’, 56’ Celar |

| Arbitro: | Cibelli |

|            |           |                                  |
| Lovrić 72’ | Marcatori | 42’ Batata 44’ Cavaré 84’ Karlen |

| Arbitro: | Wolfensberger |

|                                                 |           |                    |
| Trebel 23’ Amdouni 45’, 90’ (rig.) Ouattara 60’ | Marcatori | 73’ (aut.) Poundjé |

| Arbitro: | Schnyder |

|                                              |           |  |
| Görtler 19’ (rig.) von Moos 32’ Schubert 34’ | Marcatori |  |

| Arbitro: | Staubli |

|               |           |              |
| Sabbatini 75’ | Marcatori | 58’ Bonatini |

| Arbitro: | Bieri |

|                                    |           |            |
| Amoura 49’, 70’ Haile-Selassie 90’ | Marcatori | 47’ Camara |

| Arbitro: | Cibelli |

|                              |           |                             |
| Bedia 52’ (rig.) Oberlin 90’ | Marcatori | 10’ (rig.) Celar 63’ Lovrić |

| Arbitro: | Wolfensberger |

|                   |           |          |
| Sabbatini 4’, 28’ | Marcatori | 3’ Gogia |

| Arbitro: | Cibelli |

|                     |           |            |
| Males 6’ Kasami 71’ | Marcatori | 27’ Amoura |

### Coppa Svizzera
| Arbitro: | Schnyder |

|             |           |                                                                    |
| Ramdani 67’ | Marcatori | 12’, 21’, 41’ Bottani 28’ Čovilo 50’ Abubakar 71’ Lungoyi 89’ Muci |

| Arbitro: | Horisberger |

|  |           |             |
|  | Marcatori | 89’ Lungoyi |

| Arbitro: | Bieri |

|                      |           |            |
| Celar 22’ Amoura 82’ | Marcatori | 89’ Rieder |

| Arbitro: | Schärer |

|                                       |           |                                                      |
| Sutter 32’ Dorn 50’ Gerndt 84’ (rig.) | Marcatori | 12’ Haile-Selassie 14’ Yuri 73’ Sabbatini 81’ Lovrić |

| Arbitro: | San |

|                                 |                      |                                    |
| Celar 72’, 94’ (rig.)           | Marcatori            | 89’ Sidler 119’ Abubakar           |
| Marić Lovrić Yuri Ziegler Celar | Tiri di rigore 4 – 3 | Schulz Campo Ugrinić Schürpf Tasar |

| Arbitro: | Schnyder |

|                                                      |           |             |
| Celar 4’ Custodio 44’ Bottani 58’ Haile-Selassie 69’ | Marcatori | 21’ Maglica |

## Statistiche

### Statistiche di squadra
| Competizione   | Punti | In casa | In casa | In casa | In casa | In casa | In casa | In trasferta | In trasferta | In trasferta | In trasferta | In trasferta | In trasferta | Totale | Totale | Totale | Totale | Totale | Totale | DR  |
| Competizione   | Punti | G       | V       | N       | P       | Gf      | Gs      | G            | V            | N            | P            | Gf           | Gs           | G      | V      | N      | P      | Gf     | Gs     | DR  |
| -------------- | ----- | ------- | ------- | ------- | ------- | ------- | ------- | ------------ | ------------ | ------------ | ------------ | ------------ | ------------ | ------ | ------ | ------ | ------ | ------ | ------ | --- |
| Super League   | 54    | 18      | 10      | 3       | 5       | 27      | 24      | 18           | 6            | 3            | 9            | 23           | 30           | 36     | 16     | 6      | 14     | 50     | 54     | -4  |
| Coppa Svizzera | -     | 3       | 2       | 1       | 0       | 8       | 4       | 3            | 3            | 0            | 0            | 12           | 4            | 6      | 5      | 1      | 0      | 20     | 8      | +12 |
| Totale         | 54    | 21      | 12      | 4       | 5       | 35      | 28      | 21           | 9            | 3            | 9            | 35           | 34           | 42     | 21     | 7      | 14     | 70     | 62     | +8  |

### Andamento in campionato
| Giornata  | 1 | 2 | 3 | 4 | 5 | 6 | 7 | 8 | 9 | 10 | 11 | 12 | 13 | 14 | 15 | 16 | 17 | 18 | 19 | 20 | 21 | 22 | 23 | 24 | 25 | 26 | 27 | 28 | 29 | 30 | 31 | 32 | 33 | 34 | 35 | 36 |
| --------- | - | - | - | - | - | - | - | - | - | -- | -- | -- | -- | -- | -- | -- | -- | -- | -- | -- | -- | -- | -- | -- | -- | -- | -- | -- | -- | -- | -- | -- | -- | -- | -- | -- |
| Luogo     | C | T | C | T | T | C | C | T | C | T  | T  | C  | T  | C  | T  | C  | T  | C  | T  | C  | T  | C  | C  | T  | C  | T  | C  | T  | C  | T  | T  | C  | C  | T  | C  | T  |
| Risultato | P | V | V | P | P | N | N | V | V | P  | P  | V  | V  | V  | V  | V  | N  | P  | P  | V  | P  | P  | V  | V  | P  | V  | V  | N  | P  | P  | P  | N  | V  | N  | V  | P  |
| Posizione | 9 | 5 | 3 | 4 | 7 | 6 | 6 | 5 | 4 | 4  | 5  | 5  | 4  | 4  | 4  | 3  | 3  | 4  | 4  | 4  | 4  | 4  | 4  | 4  | 4  | 4  | 4  | 4  | 4  | 4  | 4  | 5  | 4  | 4  | 4  | 4  |

Legenda:

Luogo: C = Casa; T = Trasferta. Risultato: V = Vittoria; N = Pareggio; P = Sconfitta.

### Statistiche dei giocatori
| Giocatore         | Super League | Super League | Super League | Super League | Coppa Svizzera | Coppa Svizzera | Coppa Svizzera | Coppa Svizzera | Totale   | Totale | Totale      | Totale     |
| Giocatore         | Presenze     | Reti         | Ammonizioni  | Espulsioni   | Presenze       | Reti           | Ammonizioni    | Espulsioni     | Presenze | Reti   | Ammonizioni | Espulsioni |
| ----------------- | ------------ | ------------ | ------------ | ------------ | -------------- | -------------- | -------------- | -------------- | -------- | ------ | ----------- | ---------- |
| A. Abubakar       | 17           | 3            | 0            | 0            | 3              | 1              | 0              | 0              | 20       | 4      | 0           | 0          |
| I. Aliseda        | 13           | 2            | 0            | 0            | 2              | 0              | 0              | 0              | 15       | 2      | 0           | 0          |
| M. Amoura         | 23           | 5            | 1            | 0            | 4              | 1              | 2              | 0              | 27       | 6      | 3           | 0          |
| D. Ba             | 3            | 0            | 0            | 0            | 0              | 0              | 0              | 0              | 3        | 0      | 0           | 0          |
| N. Baumann        | 6            | 0            | 0            | 0            | 0              | 0              | 0              | 0              | 6        | 0      | 0           | 0          |
| M. Bottani        | 30           | 6            | 6            | 0            | 5              | 4              | 0              | 0              | 35       | 10     | 6           | 0          |
| A. Casciato       | 1            | 0            | 0            | 0            | 0              | 0              | 0              | 0              | 1        | 0      | 0           | 0          |
| Ž. Celar          | 29           | 9            | 2            | 0            | 5              | 4              | 0              | 0              | 34       | 13     | 2           | 0          |
| M. Cinquini       | 1            | 0            | 0            | 0            | 0              | 0              | 0              | 0              | 1        | 0      | 0           | 0          |
| O. Custodio       | 33           | 1            | 13           | 0            | 6              | 1              | 0              | 0              | 39       | 2      | 13          | 0          |
| F. Daprelà        | 29           | 0            | 9            | 0            | 5              | 0              | 1              | 0              | 34       | 0      | 10          | 0          |
| A. Durrer         | 11           | 0            | 0            | 0            | 2              | 0              | 1              | 0              | 13       | 0      | 1           | 0          |
| M. Facchinetti    | 26           | 2            | 1            | 0            | 4              | 0              | 0              | 0              | 30       | 2      | 1           | 0          |
| S. Guidotti       | 12           | 0            | 0            | 0            | 2              | 0              | 0              | 0              | 14       | 0      | 0           | 0          |
| M. Haile-Selassie | 17           | 2            | 0            | 0            | 3              | 2              | 0              | 0              | 20       | 4      | 0           | 0          |
| K. Hajrizi        | 30           | 1            | 7            | 0            | 4              | 0              | 2              | 0              | 34       | 1      | 9           | 0          |
| Z. Josipovic      | 1            | 0            | 0            | 0            | 0              | 0              | 0              | 0              | 1        | 0      | 0           | 0          |
| M. Lape           | 0            | 0            | 0            | 0            | 0              | 0              | 0              | 0              | 0        | 0      | 0           | 0          |
| N. Lavanchy       | 34           | 3            | 6            | 0            | 5              | 0              | 2              | 0              | 39       | 3      | 8           | 0          |
| S. Lovrić         | 33           | 4            | 4            | 0            | 6              | 1              | 1              | 0              | 39       | 5      | 5           | 0          |
| C. Lungoyi        | 9            | 0            | 1            | 0            | 3              | 2              | 0              | 0              | 12       | 2      | 1           | 0          |
| H. Mahmoud        | 11           | 1            | 1            | 1            | 0              | 0              | 0              | 0              | 11       | 1      | 1           | 1          |
| M. Marić          | 21           | 1            | 4            | 0            | 3              | 0              | 0              | 0              | 24       | 1      | 4           | 0          |
| L. Molino         | 0            | 0            | 0            | 0            | 0              | 0              | 0              | 0              | 0        | 0      | 0           | 0          |
| K. Monzialo       | 3            | 0            | 1            | 0            | 0              | 0              | 0              | 0              | 3        | 0      | 1           | 0          |
| A. Morosoli       | 0            | 0            | 0            | 0            | 0              | 0              | 0              | 0              | 0        | 0      | 0           | 0          |
| A. Muci           | 4            | 0            | 0            | 0            | 0              | 0              | 0              | 0              | 4        | 0      | 0           | 0          |
| N. Muci           | 5            | 0            | 0            | 0            | 1              | 1              | 0              | 0              | 6        | 1      | 0           | 0          |
| S. Osigwe         | 9            | 0            | 1            | 0            | 2              | 0              | 0              | 0              | 11       | 0      | 1           | 0          |
| P. Phelipe        | 5            | 0            | 2            | 0            | 0              | 0              | 0              | 0              | 5        | 0      | 2           | 0          |
| K. Rüegg          | 16           | 0            | 3            | 0            | 3              | 0              | 0              | 0              | 19       | 0      | 3           | 0          |
| J. Sabbatini      | 35           | 4            | 8            | 0            | 5              | 1              | 1              | 0              | 40       | 5      | 9           | 0          |
| A. Saipi          | 22           | 0            | 3            | 1            | 4              | 0              | 0              | 0              | 26       | 0      | 3           | 1          |
| L. Srdić          | 1            | 0            | 0            | 0            | 0              | 0              | 0              | 0              | 1        | 0      | 0           | 0          |
| M. Valenzuela     | 12           | 0            | 0            | 0            | 2              | 0              | 0              | 0              | 14       | 0      | 0           | 0          |
| Y. Yuri           | 21           | 0            | 3            | 0            | 4              | 1              | 1              | 0              | 25       | 1      | 4           | 0          |
| R. Ziegler        | 33           | 4            | 4            | 0            | 6              | 0              | 0              | 0              | 39       | 4      | 4           | 0          |
| M. Čovilo         | 2            | 0            | 0            | 0            | 1              | 1              | 0              | 0              | 3        | 1      | 0           | 0          |